# Norberto Torcal
Norberto Torcal y Chueca (Borja, siglo XIX-Madrid, 1923) fue un sacerdote, poeta y periodista español.

## Biografía
Natural de la provincia de Zaragoza y descrito por Ossorio y Bernard como «presbítero, poeta místico», fue colaborador de publicaciones periódicas como La Ilustración Católica (1898), El Carbayón de Oviedo (1903) y El Noticiero de Zaragoza (1903), llegando a ser subdirector de este último. Fue director además de El Adalid y La Revista Española, además de autor de títulos como Armonías del crepúsculo, Cuentos del hogar, Flores de mayo, Almas triunfantes e Historia popular de los Sitios de Zaragoza en 1808 y 1809 (1908).
Asociado al movimiento cristiano social promovido por León XIII, desde 1904 participó en los congresos de la prensa católica española. En 1912 pasó a ocupar el cargo de director de la agencia de prensa católica Prensa Asociada, en sustitución de Ramón Quintero Martínez. En 1920 fue elegido vocal de la Asociación de la Prensa de Madrid, en cuya dirección permaneció hasta su muerte.
Falleció el 26 de octubre de 1923 en Madrid y fue enterrado en la sacramental de San Justo.